# Унгуряну Сергій Анатолійович
Сергі́й Анато́лійович Унгуря́ну — молодший сержант Збройних сил України, учасник російсько-української війни, відзначився у ході російського вторгнення в Україну.
Несе військову службу в складі 10 гірсько-штурмової бригади.

## Нагороди
- орден «За мужність» III ступеня (2022) — за особисту мужність і самовіддані дії, виявлені у захисті державного суверенітету та територіальної цілісності України, вірність військовій присязі[3].